# Bandstaartduif
De bandstaartduif (Patagioenas fasciata) is een vogel uit de familie Columbidae (duiven).

## Verspreiding en leefgebied
Deze soort komt voor van zuidwestelijk Brits-Columbia tot noordwestelijk Argentinië en telt zes ondersoorten:
- P. f. monilis: van zuidoostelijk Alaska en westelijk Canada tot westelijk Verenigde Staten.
- P. f. fasciata: van het westelijke deel van het midden en zuidwestelijk Verenigde Staten tot Nicaragua.
- P. f. vioscae: zuidelijk Baja California (Mexico).
- P. f. crissalis: Costa Rica en westelijk Panama.
- P. f. albilinea: van Colombia tot noordwestelijk Argentinië.
- P. f. roraimae: Roraima- en Duidagebergte (zuidelijk Venezuela).